# هايتي جاك
هايتي جاك (بالإنجليزية: Hattie Jacques)‏ هي ممثلة بريطانية، ولدت في 7 فبراير 1922 في المملكة المتحدة، وتوفيت في 6 أكتوبر 1980 بلندن في المملكة المتحدة بسبب نوبة قلبية.

## وصلات خارجية
- هايتي جاك على موقع IMDb (الإنجليزية)
- هايتي جاك على موقع الموسوعة البريطانية (الإنجليزية)
- هايتي جاك على موقع روتن توميتوز (الإنجليزية)
- هايتي جاك على موقع ميوزك برينز (الإنجليزية)
- هايتي جاك على موقع تيرنر كلاسيك موفيز (الإنجليزية)
- هايتي جاك على موقع أول موفي (الإنجليزية)
- هايتي جاك على موقع قاعدة بيانات الأفلام السويدية (السويدية)
- هايتي جاك على موقع إن إن دي بي (الإنجليزية)
- هايتي جاك على موقع ديسكوغز (الإنجليزية)
- هايتي جاك على موقع قاعدة بيانات الفيلم (الإنجليزية)